# Symphyochlamys
Symphyochlamys es un género de plantas fanerógamas con una única especie, Symphyochlamys erlangeri, perteneciente a la familia  Malvaceae.
- Datos: Q1325033
- Especies: Symphyochlamys